# Maculinea basipuncta
Maculinea basipuncta är en fjärilsart som beskrevs av Tutt 1914. Maculinea basipuncta ingår i släktet Maculinea och familjen juvelvingar. Inga underarter finns listade i Catalogue of Life.